# Kyoto Broadcasting System
Kyoto Broadcasting System Company, Ltd (株式会社京都放送?, Kabushiki-gaisha Kyōto Hōsō, KBS) è un'emittente televisiva commerciale con sede a Kyoto (Giappone). L'azienda è nota nella prefettura di Kyoto come "KBS Kyoto" (KBS京都?) e nella prefettura di Shiga come "KBS Shiga" (KBS滋賀?).

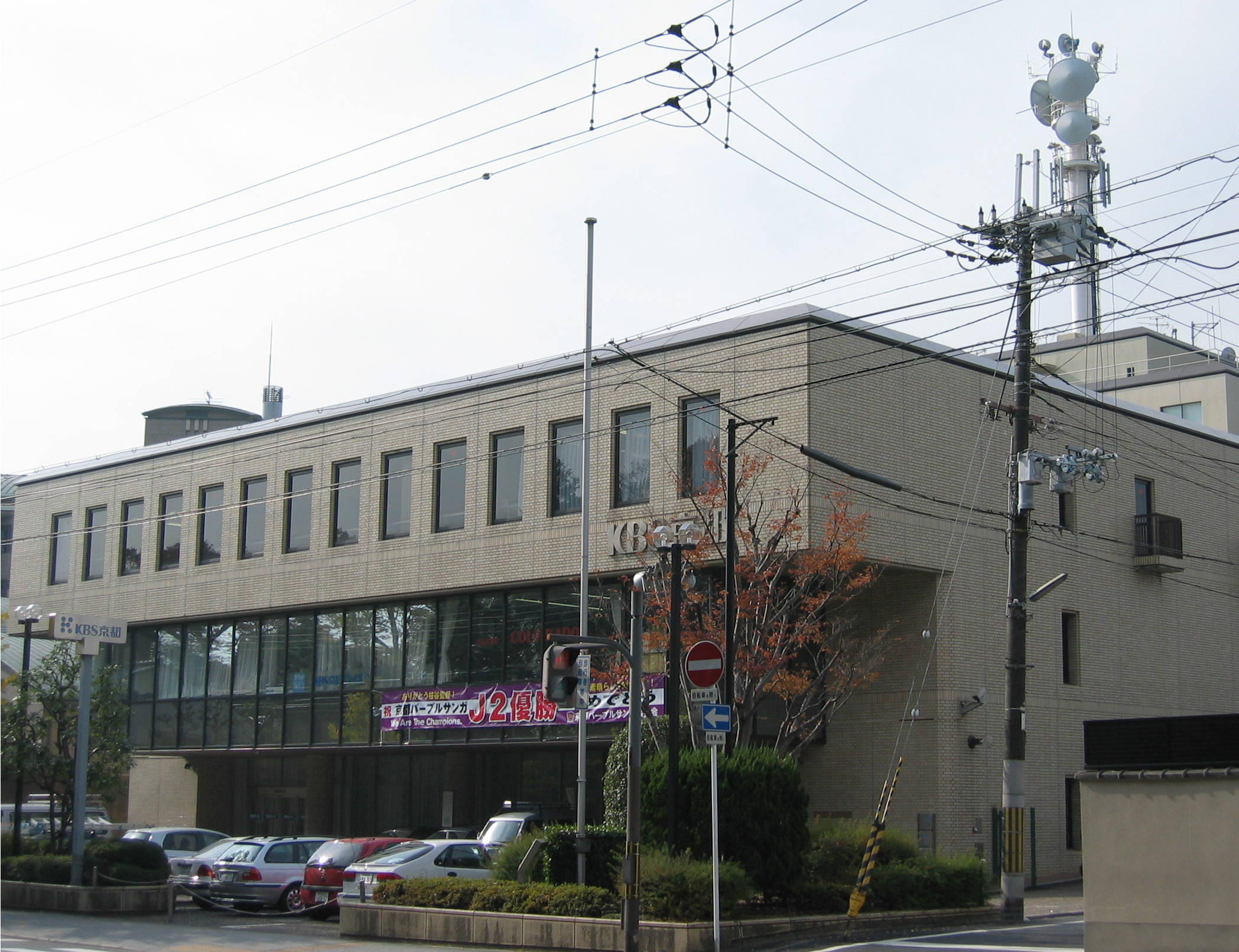
Sede della Kyoto Broadcasting System a Kamigyō-ku (Kyoto).

La sua emittente radiofonica fa parte della NRN, mentre la stazione televisiva è un membro della JAITS. Dal 1º aprile 2005 KBS offre anche la televisione digitale in formato ISDB.